# INDECT
INDECT je navrhovaný inteligentní sledovací systém, jehož výzkum a vývoj probíhá na několika evropských univerzitách od roku 2009. Tento projekt je financovaný Evropskou unií. Cílem projektu je automaticky detekovat hrozby trestných činů a abnormálního chování prostřednictvím velkého počtu kamerových systémů, dolováním dat z informací získaných z veřejného Internetu (internetové diskuse, sociální sítě, P2P sdílení souborů) a to za pomocí různých systémů umělé inteligence 
a inteligence, která dokáže shromažďovat síťové metody. Na projektu se jako jediná univerzita z ČR podílí Vysoká škola báňská - Technická univerzita Ostrava, Katedra telekomunikační techniky. V roce 2010 získal INDECT Cenu pro Velkého bratra v kategorii „Slídil mezi národy“. Konečnými uživateli systému mají být evropské policejní složky.
Předpokládané ukončení vývoje bylo v roce 2013, avšak o projektu se dlouho nehovořilo.

## Předpokládané výsledky
Hlavní předpokládané výsledky projektu INDECT jsou:
- Zkušební instalace systému sledování a dohledu v metropolitní oblasti
- Počítačový systém schopný získávání dat a inteligentní zpracování dat
- Zařízení použité pro mobilní sledování objektů
- Vyhledávače pro rychlou detekci a sémantické hledání osob a dokumentů založené na technologii Watermarking
- Systém sledování trestné činnosti na internetu.

## Kritika a kontroverze
Některá média obviňují INDECT z porušování soukromí, sběru osobních dat a konspirace. Následovně se o této kritice diskutovalo i na půdě Evropského parlamentu.
Podle projektové dokumentace INDECT neobsahuje sledování mobilních telefonů.
Pověsti o testování INDECT během mistrovství Evropy ve fotbale 2012 žádná vláda nepotvrdila.
Kontrola Seventh Framework Programme Evropského parlamentu důrazně požaduje, aby Evropská komise okamžitě zveřejnila všechny dokumenty, které má k dispozici, aby vyjasnila mandát a účel tohoto výzkumného projektu, aplikaci a koncové uživatele INDECT. Také si žádá důkladné prošetření případných dopadů na základní lidská práva. Nicméně dle europoslance Pawła Kowala projekt prošel etickou prověrkou 15. dubna 2011 v Bruselu za účasti expertů na etiku z Rakouska, Francie, Nizozemí, Německa a Velké Británie. Tato prověrka byla ukončena s pozitivními výsledky a tvrdí, že v tomto projektu neexistují žádné etické prohřešky.

## Participující univerzity a organizace
- Akademia Górniczo-Hutnicza im. Stanisława Staszica w Krakowie hlavní koordinátor (Polsko)
- Politechnika Gdańska (Polsko)
- InnoTec DATA GmbH & Co. (Německo)
- INP Grenoble (Ensimag) (Francie)
- Policja Rzeczypospolitej Polskiej (Polsko)
- Moviquity Archivováno 3. 2. 2011 na Wayback Machine. (Španělsko)
- Police Service of Northern Ireland (Spojené království)
- Politechnika Poznańska (Polsko)
- Universidad Carlos III de Madrid (Španělsko)
- Технически университет - София (Bulharsko)
- Bergische Universität Wuppertal  (Německo)
- University of York (Spojené království)
- VŠB - Technická univerzita Ostrava (Česko)
- Technická univerzita v Košiciach (Slovensko)
- X-Art Pro Division G.m.b.H. (Rakousko)
- Fachhochschule Technikum Wien (Rakousko)

## Rozpočet
Celkem 15 133 040 Eur, z toho Evropská unie dotuje 10 906 984 eur.

## Doba řešení projektu
1. ledna 2009 – 31. prosince 2013